# Paul Shulman
Nachman Paul Shulman (hebrejsky נחמן פול שולמן‎, 1922 – 16. května 1994), známý též pod svým hebrejským jménem Šaul Ben Cvi, byl důstojník amerického námořnictva a druhý velitel Izraelského vojenského námořnictva.

## Biografie
Narodil se v Connecticutu a vyrůstal v New Yorku v rodině angažovaného sionisty. Později absolvoval americkou Námořní akademii v Annapolisu. Během druhé světové války sloužil na torpédoborci na pacifické frontě a v roce 1945 po porážce Japonska odešel z amerického námořnictva. Shulman byl velice pohnut událostmi holocaustu a rozhodl se pomoci pašovat Židy z poválečné Evropy do mandátní Palestiny. V roce 1948 emigroval do Izraele.
V listopadu 1948 byl požádán premiérem Davidem Ben Gurionem pomoci založit izraelské námořnictvo. Během izraelské války za nezávislost velel blokádě Pásma Gazy a dobytí Ejn Gedi u Mrtvého moře. V roce 1949 se stal v pořadí druhým velitelem izraelského námořnictva poté, co se Geršon Zak rozhodl vrátit ke své kariéře ve školství. Ještě v roce 1949 však námořnictvo opustil a stal se poradcem premiéra Ben Guriona v námořnických otázkách. Během své krátké kariéry však položil základy dnešního námořnictva.
Zemřel v roce 1994 ve svém domě v Haifě ve věku 72 let.